# Nekropole do Pessegueiro
Die Nekropole do Pessegueiro (auch Cemitério dos Mouros genannt) liegt südlich von Porto Covo und Sines im Distrikt Setúbal an der Alentejoküste am Atlantik in Portugal.
Pessegueiro ist eine Nekropole, die aus einer Anzahl eng benachbarter Steinkisten besteht, die sich in der Nähe einer bronzezeitlichen Siedlung befinden. Der noch ungeschützte Standort ist durch Zäune in zwei Zonen unterteilt. Die 1972 entdeckte Nekropole war Gegenstand umfangreicher Ausgrabungen, die zwischen 1975 und 1979 von Joaquim Vilhena gemacht wurden. Das Innere der Steinkisten wurde 1985 von den Archäologen Antonia Soares Coelho und Júlio Costa untersucht.
Die Steinkisten sind in rechteckig, selten über 1,0 m lang und meist mit monolithischen Deckenplatten bedeckt. Jede lag unter einem kleinen rechteckigen, von Randsteinen gefassten Hügel. Die miteinander verbundenen Grabgehege geben dem Monument als Ganzes ein wabenförmiges Aussehen. Die Hügel wurden hauptsächlich aus Erde errichtet. Das verwendete Steinmaterial war Sandstein und Schiefer.
Im Allgemeinen wurden die Kisten für eine Einzelbestattung verwendet. In einigen Fällen kam es zu Wiederverwendung der Steinkiste, was durch überlappende Bestattungen belegt wurde. Die Toten wurden als seitliche Hocker (in fötaler Position) niedergelegt und nicht mit Erde bedeckt. In den meisten Fällen wurden sie von einer Keramik begleitet. Manchmal wurden auch keine Beigaben niedergelegt. Dies wurde als Reflexion einer Kultur interpretiert, die, obwohl bereits hierarchisch strukturiert, immer noch einen Aufbau hatte, der weitgehend auf verwandtschaftlichen Beziehungen beruhte und als Südwestbronze (portugiesisch Bronze do Sudoeste) bezeichnet wird. 
Im östlichen Bereich des Areals wurden fünf neolithische Einzelgräber freigelegt. Gräber der Eisenzeit wurden auch im Areal der Bronzezeit entdeckt.
Die Ilha do Pessegueiro (deutsch „Pfirsichbauminsel“) ist eine kleine Atlantikinsel, die zur Gemeinde Porto Covo gehört.